# Vincent Cassel
 Der er for få eller ingen kildehenvisninger i denne artikel, hvilket er et problem. Du kan hjælpe ved at angive troværdige kilder til de påstande, som fremføres i artiklen.

Vincent Cassel (født 23. november 1966) er en fransk filmskuespiller, både kendt for medvirken i franske film og i engelsksprogede, bl.a. Elizabeth, Jeanne d'Arc og Eastern Promises. Han har fire gange været nomineret til en César og vandt fjerde gang for sin portrætering af den franske kriminelle Jacques Mesrine i L'Instinct de mort og L'Ennemi public n° 1.

## Udvalgt filmografi
- La Haine (1995)
- Elizabeth (1998)
- Jeanne d'Arc (1999)
- De blodrøde floder (2000)
- Shrek (2001), Robin Hood, stemme
- Ice Age (2002), franske version (Diego, stemme)
- Irreversible (2002)
- Ocean's Twelve (2004)
- Ocean's Thirteen (2007)
- Eastern Promises (2007)
- L'Ennemi public n° 1 (2008)
- Black Swan (2010)